# Глюканы
Не следует путать с гликанами.

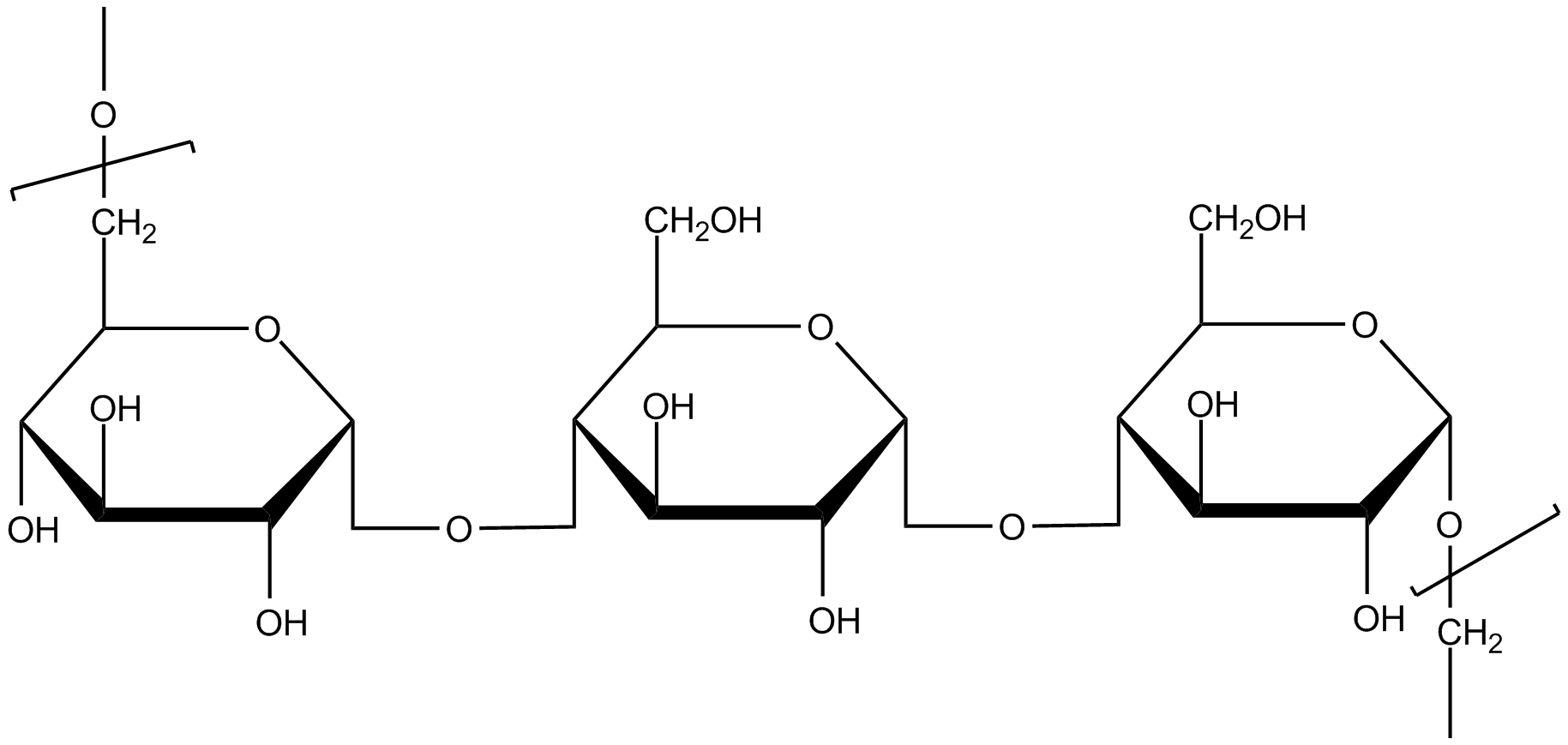

Глюкан представляет собой молекулу полисахарида из мономеров D-глюкозы (в отличие от гликанов, где мономером может являться не только D-глюкоза), связанных гликозидными связями.

## Типы
Ниже приведены глюканы:
(α- и β- и номера означают тип O-гликозидной связи.)

### Альфа
- декстран, α-1,6-глюкан с α-1,3-ветвями
- гликоген, α-1,4- и α-1,6-глюкан
- пуллулан, α-1,4- и α-1,6-глюкан
- крахмал, α-1,4- и α-1,6-глюкан

### Бета
- целлюлоза, β-1,4-глюкан
- овсяный бета-глюкан[англ.], β-1,3- и β-1,4-глюкан
- курдлан, β-1,3-глюкан
- ламинарин, β-1,3- и β-1,6-глюкан
- хризоламинарин, β-1,3-глюкан
- лентинан, очень хорошо очищенный β-1,6:β-1,3-глюкан Lentinus edodes
- лихенин, β-1,3- и β-1,4-глюкан
- плевран, β-1,3- и β-1,6-глюкан, выделяемый из Pleurotus ostreatus
- зимозан, β-1,3-глюкан
- Ксилоглюкан,1,4 -β-глюкан

Многие бета-глюканы являются медицински значимыми.

## Также см.
- Фруктан
- Глюканаза